# EUFOR Artemis

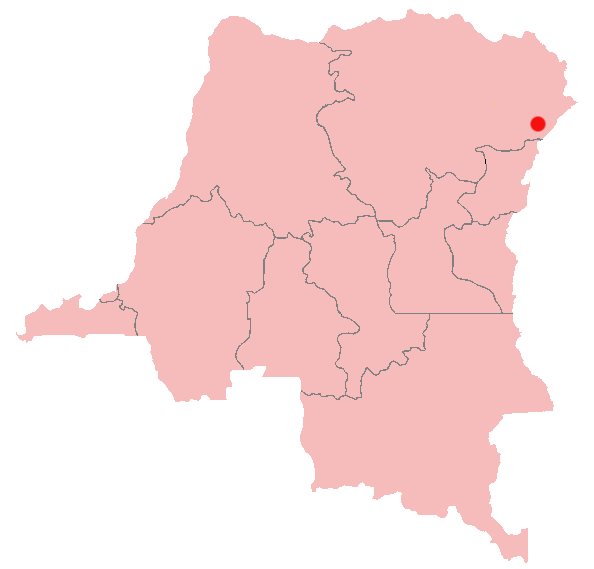
De locatie van Bunia in Congo.

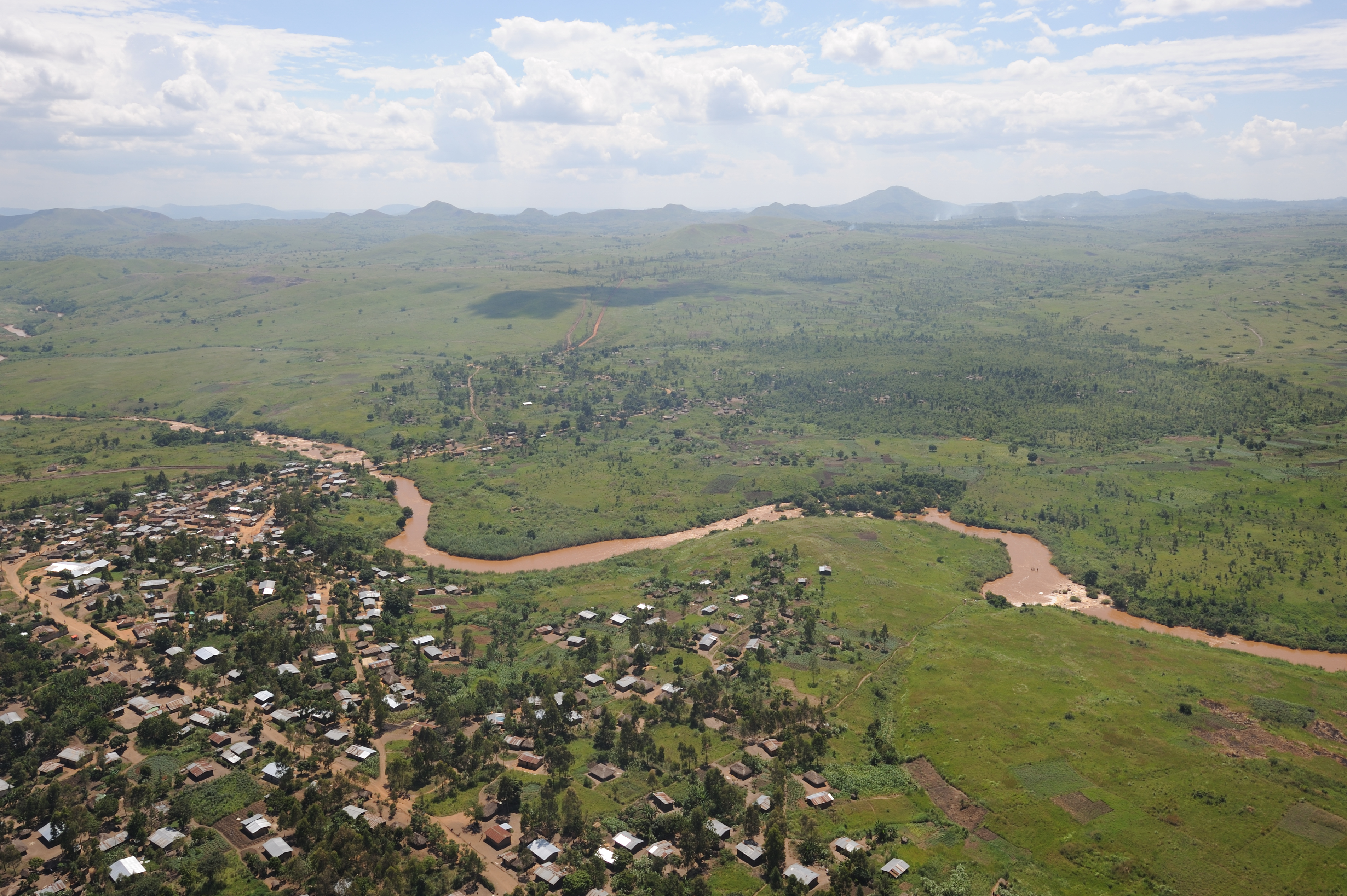
Een luchtopname van Bunia uit 2008.

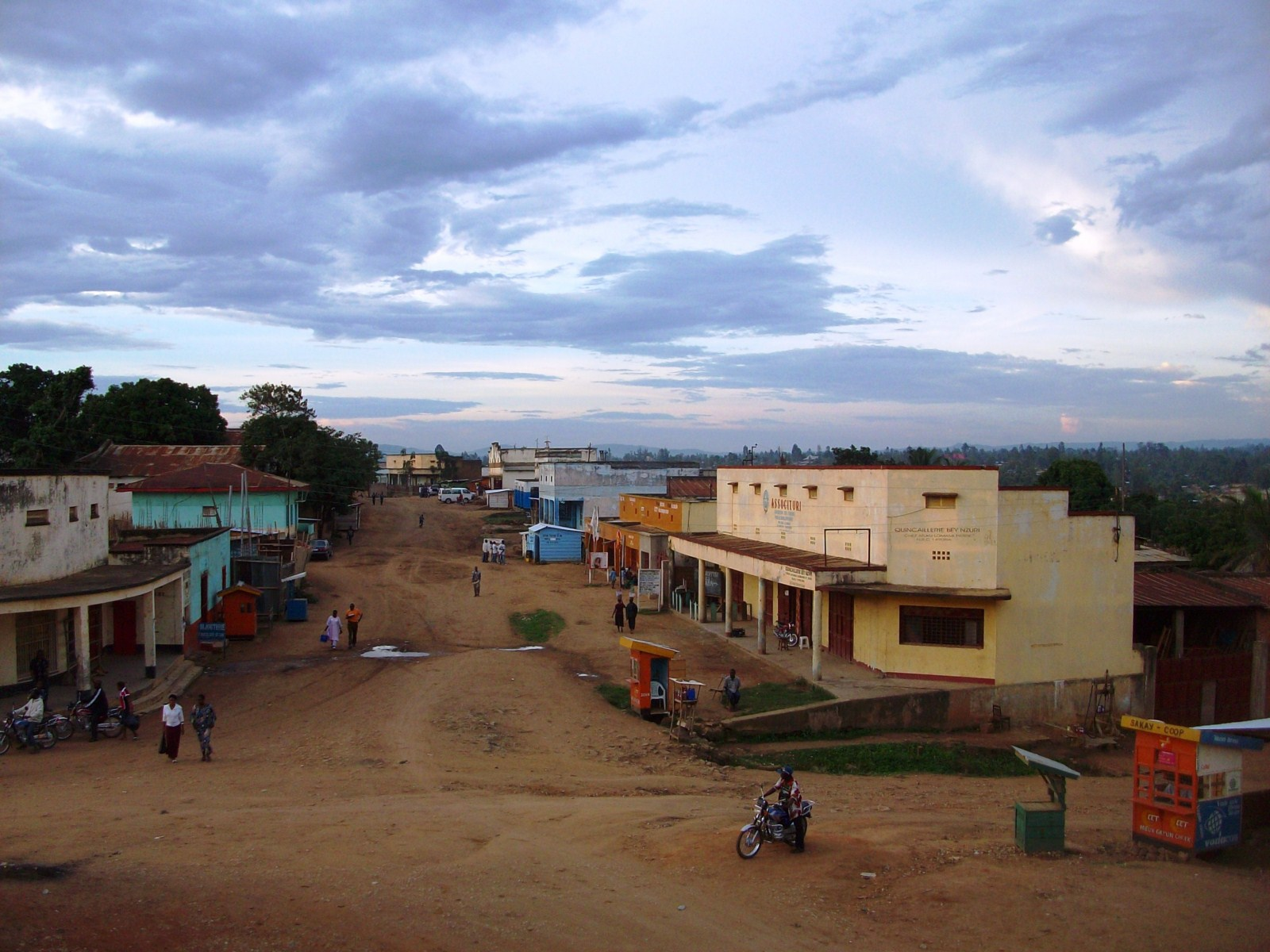
Het stadscentrum van Bunia.

EUFOR Artemis was een Frans-Europese militaire operatie die in 2003 op korte termijn en tijdelijk naar de Oost-Congolese stad Bunia werd gestuurd om een nakende genocide aldaar in de kiem te smoren.
De operatie kaderde in het Ituri-conflict in de provincie Ituri, waar al sinds 1999 een etnische oorlog aan de gang was tussen twee bevolkingsgroepen. Dat conflict kaderde zelf in de Congolese burgeroorlog in het oosten van Congo en nog breder in de conflicten in de hele Grote Merenregio.
Begin 2003 trok Oeganda in het kader van het verdrag van Luanda met Congo zijn 7000 troepen in de regio terug. In de plaats kwamen 840 Uruguayaanse blauwhelmen van de VN-vredesmacht MONUC, die al sinds 1999 in Oost-Congo actief was. Zij waren echter niet gemachtigd om tussenbeide te komen en waren dus machteloos toen de ene bevolkingsgroep al moordend de stad innam.
Op 15 mei vroeg VN-secretaris-generaal Kofi Annan de VN-Veiligheidsraad om een Europese multinationale troepenmacht naar Bunia toe te staan. Congo, Oeganda, Rwanda en de partijen in Ituri stemden daarmee in. Die toestemming kwam er op 30 mei met resolutie 1484. De troepenmacht mocht blijven tot 1 september als tijdelijke versterking van MONUC, en kreeg als taak de situatie te stabiliseren en de luchthaven en de bevolking te beschermen.
Frankrijk nam de leiding over de operatie die de naam Artemis kreeg, en leverde het leeuwendeel van de in totaal 1400 manschappen. Op 6 juni arriveerde het eerste Franse contingent in Bunia. Twee weken later was de hele troepenmacht ontplooid. Hoofdkwartieren werden opgezet in Entebbe (Oeganda) en Ndjamena (Tsjaad), vanwaaruit de luchtsteun van de Franse luchtmacht opereerde. In totaal namen zeventien landen deel, waarvan twaalf EU-landen. Naast Frankrijk waren dat onder meer België, het Verenigd Koninkrijk, Zweden en Zuid-Afrika.
De troepenmacht slaagde erin de situatie in Bunia te stabiliseren. In de tussentijd werd de MONUC-operatie versterkt. De troepen werden zoals voorzien weer teruggetrokken. Een aantal elementen die na 1 september nog ter plaatse waren kregen nog toestemming om tot 15 september MONUC bij te staan.